# ファンタジア〜ライヴ・イン・トーキョー
『ファンタジア～ライヴ・イン・トーキョー』は、2007年に発表された、エイジアの2枚組ライブ・アルバム。2007年3月8日、新宿の東京厚生年金会館で行われたライヴを収録したもので、DVD化もされている。初期エイジアのオリジナル曲を中心に、かつて各メンバーが参加していたバンドの楽曲（バグルスの「ラジオ・スターの悲劇」、キング・クリムゾンの「クリムソン・キングの宮殿」、エマーソン・レイク・アンド・パーマーの庶民のファンファーレ、イエスの「ラウンドアバウト」）もカヴァーされている。

## 収録曲
Disc1
1. タイム・アゲイン　-Time Again
2. この夢の果てまで　-Wildest Dreams
3. ワン・ステップ・クローサー　-One Step Closer
4. ラウンドアバウト　-Roundabout
5. ウィズアウト・ユー　-Without You
6. 流れのままに　-Cutting It Fine
7. インターセクション・ブルース　-Intersection Blues
8. 庶民のファンファーレ　-Fanfare For The Common Man
9. 偽りの微笑み　-The Smile Has Left Your Eyes

Disc2
1. ドント・クライ　-Don't Cry
2. クリムソン・キングの宮殿　-The Court Of The Crimson King
3. ときめきの面影　-Here Comes The Feeling
4. ラジオ・スターの悲劇　-Video Killed The Radio Star
5. ザ・ヒート・ゴーズ・オン～カール・パーマー・ドラム・ソロ　-The Heat Goes On-Drum Solo
6. 時へのロマン　-Only Time Will Tell
7. 孤独のサヴァイヴァー　-Sole Survivor
8. ライド・イージー　-Ride Easy
9. ヒート・オブ・ザ・モーメント　-Heat Of The Moment

## 参加ミュージシャン
- ジョン・ウェットン - ボーカル、ベース、アコースティック・ギター
- ジェフ・ダウンズ - キーボード、バッキング・ボーカル
- スティーヴ・ハウ - ギター、バッキング・ボーカル
- カール・パーマー - ドラムス